# Кабело Дамбе
Кабело Дамбе (англ. Kabelo Dambe, нар. 10 травня 1990, Франсистаун) — ботсванський футболіст, воротар клубу «Тоуншип Роллерз» та національної збірної Ботсвани.

## Клубна кар'єра
У дорослому футболі дебютував 2008 року виступами за команду «Тоуншип Роллерз», у якій провів три сезони. 
Своєю грою за цю команду привернув увагу представників тренерського штабу клубу «Платинум Старс», до складу якого приєднався 2011 року. Відіграв за команду з Рустенбурга наступні чотири сезони своєї ігрової кар'єри.
У 2015 році повернувся до клубу «Тоуншип Роллерз». Цього разу провів у складі його команди три сезони. 
Протягом 2018—2019 років захищав кольори клубу «Блумфонтейн Селтік».
До складу клубу «Тоуншип Роллерз» приєднався 2019 року. 

## Виступи за збірну
У 2011 році дебютував в офіційних матчах у складі національної збірної Ботсвани.
У складі збірної був учасником Кубка африканських націй 2012 року у Габоні та Екваторіальній Гвінеї.